# Make It Pop
Make It Pop (Originaltitel: Make It Pop) ist eine kanadische Jugend-Sitcom im Genre Musical Comedy, die von drei Mädchen handelt, die eine Band gründen. Die Serie wurde von Thomas W. Lynch und Nick Cannon entwickelt.
Die erste Folge wurde in den USA am 26. März 2015 auf Nickelodeon gesendet. Make It Pop wurde am 20. Juli 2015 auf Nickelodeon UK & Ireland erstmals ausgestrahlt. Die Serie startete am 10. August 2015 auf Nickelodeon in Australien und Neuseeland und wird auch auf dem frei empfangbaren Sender ABC3 in Australien ausgestrahlt. In Malaysia, Singapur und auf den Philippinen wurde die Serie auf Nickelodeon am 31. August 2015 erstmals aufgeführt. In Kanada startete die Serie am 9. September 2015 auf YTV. Im Vereinigten Königreich startete die Serie am 31. Oktober 2016 auf CITV. In Deutschland startete die Serie am 30. November 2015 auf Nickelodeon Deutschland. Nach einer zweiten Staffel im Jahr 2016 wurde die Serie eingestellt.

## Besetzung
| Rolle          | Schauspieler        | deutscher Sprecher |
| -------------- | ------------------- | ------------------ |
| Sun Hi Song    | Megan Lee           | Lisa May           |
| Jodi Mappa     | Louriza Tronco      | Lydia Morgenstern  |
| Corki Chang    | Erika Tham          | Olivia Büschken    |
| Caleb Davis    | Dale Whibley        | Marcel Mann        |
| Jared Anderson | John-Alan Slachta   | Nico Sablik        |
| Valerie Graves | Taveeta Szymanowicz | Esra Vural         |
| Belinda Diona  | Karen Holness       | Peggy Sander       |
| Melwood Stark  | Matt Baram          | Christian Gaul     |
| Heather Duncan | Natalie Ganzhorn    | Tanja Schmitz      |

## Episodenliste

### Staffel 1
| Nr. (ges.) | Nr. (St.) | Deutscher Titel                 | Originaltitel      | Erstausstrahlung USA | Deutschsprachige Erstausstrahlung (D) | Regie         | Drehbuch         |
| ---------- | --------- | ------------------------------- | ------------------ | -------------------- | ------------------------------------- | ------------- | ---------------- |
| 1          | 1         | Corkis Geheimnis                | Rumors & Roommates | 26. März 2015        | 30. Nov. 2015                         | Keith Samples | Thomas W. Lynch  |
| 2          | 2         | Zwei ist einer zu wenig         | Duet               | 7. Apr. 2015         | 30. Nov. 2015                         | Keith Samples | Thomas W. Lynch  |
| 3          | 3         | Nicht bestanden, doch gewonnen! | Failed Dreams      | 8. Apr. 2015         | 1. Dez. 2015                          | Keith Samples | Thomas W. Lynch  |
| 4          | 4         | Gut geklaut ist halb gewonnen   | Stolen Moves       | 9. Apr. 2015         | 2. Dez. 2015                          | Keith Samples | Skander Halim    |
| 5          | 5         | Plötzlich sprachlos             | I Can’t Hear Me    | 10. Apr. 2015        | 3. Dez. 2015                          | Steve Wright  | Thomas W. Lynch  |
| 6          | 6         | Masken-Girl                     | Popular            | 13. Apr. 2015        | 4. Dez. 2015                          | Steve Wright  | Skander Halim    |
| 7          | 7         | Runter mit der Mauer!           | The Situation      | 14. Apr. 2015        | 7. Dez. 2015                          | Steve Wright  | Thomas W. Lynch  |
| 8          | 8         | Wie geht beliebt?               | The Campaign       | 15. Apr. 2015        | 8. Dez. 2015                          | Steve Wright  | Roger Fredericks |
| 9          | 9         | Sun Hi Überflieger              | I Am Genius        | 16. Apr. 2015        | 9. Dez. 2015                          | Stefen Sciani | Jennifer Daley   |
| 10         | 10        | Schulball undercover            | Homecoming         | 17. Apr. 2015        | 10. Dez. 2015                         | Stefen Sciani | Skander Halim    |